# Uppsala-ESO Survey of Asteroids and Comets
Uppsala-ESO Survey of Asteroids and Comets (UESAC) was een project voor het lokaliseren van planetoïden en kometen. Het vond plaats tussen 1992 en 1993. Een groot aantal planetoïden werd geobserveerd. Meer dan 15.000 posities werden bepaald, en van meer dan 2500 objecten werd de baan bepaald. Op 25 juni 2013 had het project 1120 nieuwe planetoïden op haar naam staan. Dit aantal neemt toe naarmate de baan van ontdekte objecten bevestigd wordt.
De observaties werden gedaan vanuit de Europese Zuidelijke Sterrenwacht (European Southern Observatory; ESO) in Chili, en vanuit het Siding-Spring-Observatorium in Australië. De details werden in 1996 gepubliceerd.